# Indikativ
Indikativ (též oznamovací způsob) je slovesný způsob, jímž se vyjadřuje běžné reálné sdělení. Indikativ je ve většině jazyků základním způsobem vyjádření. V češtině se jím vyjadřují jak oznámení (oznamovací věty), tak i otázky (tázací věty), výjimečně také rozkazy (rozkazovací věty): Mlčíš!